# Metauramfita
La metauramfita és un mineral de la classe dels fosfats.

## Característiques
La metauramfita és un fosfat de fórmula química (NH₄)₂(UO₂)₂(PO₄)₂·6H₂O. Va ser aprovada com a espècie vàlida per l'Associació Mineralògica Internacional l'any 1957, al ser publicada per Z. A. Nekrasova. Actualment el seu estatus IMA és dubtós.